# Daniël de Ridder
Daniël de Ridder, (Ámsterdam, Países Bajos; 6 de marzo de 1984) es un exfutbolista neerlandés, de origen israelí debido a que su madre es de Israel. Jugaba de delantero, o centrocampista y su primer club fue el Ajax Ámsterdam.
En la temporada 2005/2006 fue fichado por cinco años por el Celta de Vigo, de la Primera división española, aunque también ha jugado para el Birmingham inglés en la temporada 2007/2008 y actualmente se encuentra retirado del fútbol profesional.
Se trataba de un prometedor centrocampista, con gran calidad con el balón que operaba tanto en el lado derecho como en el izquierdo, pero también podía ocupar posiciones más avanzadas como delantero. 
Debutó en el primer equipo del Ajax en la temporada 2003/2004. 
Debutó en la Liga de Campeones en septiembre de 2004, y dos meses después marcó su primer gol en la máxima competición europea de clubes ante el Maccabi Tel Aviv.

## Trayectoria

### Ajax Ámsterdam
De Ridder fue ascendido al primer equipo del Ajax desde la cantera del club neerlandés a comienzos del año 2004, debutando en un partido como visitante y en un estadio lleno contra el Roda JC, el 21 de enero de aquel mismo año. El 15 de mayo marcó su primer gol como profesional. 
Jugó regularmente la segunda parte de la temporada, comenzando nueve partidos como titular e ingresando como suplente en seis oportunidades. Debutó en la Liga de Campeones en septiembre, y dos meses después marcó su primer gol en la máxima competición europea de clubes ante el Maccabi Tel Aviv. No tardó en conquistar un lugar fijo en el equipo y obtener el apoyo de la exigente afición ajacied.

### Celta de Vigo
Ajax y Celta de Vigo han llegado un acuerdo para la transferencia de Daniel de Ridder al club español con un contrato de cinco años.
De Ridder hizo su presentación oficial para Celta Vigo en el partido contra el Sevilla FC en septiembre de 2005, y jugó como titular después del parón navideño en partidos contra Osasuna, FC Barcelona y otros clubes de la Primera división española. 
Anotó su primer y único gol con el Celta de Vigo contra el Atlético de Madrid en el Vicente Calcerón, tras un pase de Fernando Baiano. El por aquel entonces entrenador del Celta, Fernando Vázquez, no supo apreciar la calidad de De Ridder, por lo cual el jugador neerlandés apenas dispuso de minutos.
En mayo de 2005 varios periódicos informaron de que estaba próximo al Olympique de Lyon, y también al Newcastle United, al Tottenham Hotspur y al Olympique de Marsella. Tal es el interés que depara De Ridder.
Desde el verano 2005 hasta el verano de 2006 vistió la camiseta celeste del Real Club Celta de Vigo hasta que es fichado por el Birminghan City. En verano de 2008 el entrenador del Birminghan, Steve Bruce, había fichado por el Wigan y se llevó a su nuevo club a Daniel, donde no dispuso de muchas oportunidades debido a la excelente temporada de Valencia, posterior jugador del Manchester United, entre otras cosas.

## Selección neerlandesa
También formó parte de la selección neerlandesa que alcanzó la segunda ronda del Campeonato Europeo de la UEFA Sub-19 2002. Con la selección de fútbol sub-21 de los Países Bajos consiguió el trofeo del Campeonato Europeo de la UEFA 2006 y el trofeo del Campeonato Europeo de la UEFA 2007.

## Trofeos
Individualmente:
- Premio de Fútbol NOS
- Mejor debutante, temporada 2003-2004

Con el Ajax:
- Campeón de Liga, temporada 2003-2004
- Torneo de Ámsterdam 2004

Con Países Bajos sub-21:
- El trofeo del Campeonato de Europa UEFA 2006
- El trofeo del Campeonato de Europa UEFA 2007

## Estadísticas
| temporada | club            | país         | competencia               | jug. | gols |
| --------- | --------------- | ------------ | ------------------------- | ---- | ---- |
| 2003/04   | Ajax Ámsterdam  | Países Bajos | Eredivisie                | 15   | 1    |
| 2004/05   | Ajax Ámsterdam  | Países Bajos | Eredivisie                | 15   | 3    |
| 2005/06   | Celta de Vigo   | España       | Primera división española | 17   | 1    |
| 2006/07   | Celta de Vigo   | España       | Primera división española | 3    | 0    |
| 2007/08   | Birmingham City | Inglaterra   | FA Premier League         | 10   | 0    |
| 2008/09   | Wigan Athletic  | Inglaterra   | FA Premier League         | 18   | 0    |
| 2009/10   | Wigan Athletic  | Inglaterra   | FA Premier League         | 0    | 0    |
| 2009/10   | Hapoel Tel Aviv | Israel       | Ligat Ha'Al               | 10   | 2    |
| 2011/12   | Grasshoppers    | Suiza        | Axpo Super League         | 20   | 3    |
| 2012/13   | SC Heerenveen   | Países Bajos | Eredivisie                | 9    | 3    |